# Super Hits - Il meglio del meglio del meglio
Super Hits - Il meglio del meglio del meglio è un album contenente le canzoni scritte e cantate da Giorgio Vanni, pubblicato il 27 maggio 2014 da RTI Music.

## Il disco
L'opera è il secondo Greatest Hits di Giorgio Vanni, ed è composto da due CD. Contiene quasi tutte le sigle dei cartoni animati cantate da Vanni dal 1998 fino al 2013, con in più l'aggiunta di cinque inediti. Sono però escluse dalla compilation tutte le canzoni duettate con Cristina D'Avena, sebbene alcuni duetti con cantanti meno noti siano presenti.
La raccolta è stata prodotta da RTI S.p.A. e realizzata da Lova Music con la consulenza artistica di RadioAnimati e la distribuzione di Artist First.
La copertina dell'album ritrae l'artista su uno sfondo dove sono raffigurati Takao Kinomiya, Goku, Pikachu e Naruto Uzumaki. Il booklet interno, stampato come poster pieghevole, presenta invece la tracklist, una foto di Giorgio Vanni e Max Longhi insieme ad altri personaggi animati e una pagina dedicata ai ringraziamenti e alle informazioni tecniche del CD. Inoltre nello scomparto per il secondo CD, tramite un baloon il duo Lova dedica l'album a tutta la loro "ciurma".

## Tracce
CD1
Testi di Alessandra Valeri Manera  tranne dove indicato, musiche di Max Longhi e Giorgio Vanni  tranne "Io credo in me" ; edizioni musicali RTI S.p.A. tranne Conan, il detective più famoso.
1. Superman – 3:11 (edizioni musicali Warner Chappell Music Italiana)
2. Dragon Ball – 3:15
3. L'incredibile Hulk – 3:18
4. Blue Dragon (Versione solista) – 3:21 (testo: Fabio Gargiulo, Max Longhi, Giorgio Vanni)
5. Hallo Lupin – 3:18
6. Shin Chan – 2:40
7. Il ritorno dei cavalieri dello zodiaco – 2:08
8. Conan, il detective più famoso (Inedito) – 3:18 (edizioni musicali DeAgostini Ed. Mus./Lova Music Srl)
9. Pokémon – 3:03
10. Beyblade V-Force – 2:47
11. Io credo in me – 3:21 (testo: Giuseppe Dati – musica: Cristiano Macrì)
12. Zoids – 2:57
13. Lucky Luke cowboy solitario – 3:06
14. Yu-Gi-Oh – 2:52
15. Dragon Ball GT – 2:56
16. Cubix – 3:03
17. La squadra del cuore (Seconda versione) – 3:03
18. Keroro (feat. Sara Bernabini) – 2:57 (testo: Graziella Caliandro)
19. Mystic Knights: quattro cavalieri nella leggenda – 3:35
20. Chris Colorado – 3:10
21. Tutti all'arrembaggio! (Versione solista) – 2:56
22. Evviva Bim Bum Bam! (feat. Daniele Demma, Pietro Ubaldi, Piccoli cantori di Milano) (Ghost Track) – 0:32

CD2
Testi di Alessandra Valeri Manera tranne dove indicato, musiche di Max Longhi e Giorgio Vanni tranne Naruto Shippuden; edizioni musicali RTI S.p.A. tranne Hover Champs.
1. What's my Destiny Dragon Ball – 2:47
2. Pokémon: oltre i cieli dell'avventura – 3:05
3. I cavalieri del drago – 3:08
4. Diabolik – 3:33
5. Let's and Go – 3:03
6. Maledetti scarafaggi (feat. Pietro Ubaldi) – 2:08
7. Detective Conan – 3:07
8. Batman of the Future – 3:35 (edizioni musicali Warner Chappell Music Italiana)
9. He-Man and the Masters of the Universe – 3:07 (testo: Cheope, Giuseppe Anastasi)
10. Mega Babies – 2:05
11. All'arrembaggio! (Versione solista) – 3:10
12. Angela Anaconda – 2:06
13. Hyou Senki – 2:40
14. I cavalieri dello zodiaco – 3:29
15. Naruto Shippuden – 3:29 (testo: Giuseppe Dati – musica: Cristiano Macrì)
16. Gormiti che miti – 3:14 (testo: Alessandra Valeri Manera, Max Longhi, Giorgio Vanni)
17. Rescue Heroes squadra di soccorso – 3:22
18. Hover Champs (Inedito) – 3:22 (edizioni musicali DeAgostini Ed. S.p.A.)
19. Beyblade – 3:01
20. Yu-Gi-Oh Duel Runner – 3:00 (testo: Fabio Gargiulo, Max Longhi, Giorgio Vanni)
21. Gundam Wing – 3:09
22. Appartamento per due (feat. Patrizia Saitta) – 1:05 (testo: Antonio Conticello)
23. What's my Destiny Dragon Ball (Electric Slow Version) – 3:09
24. Teen Toon Town (Ghost Track) – 0:17

### Ghost tracks
Nel CD sono presenti due ghost track:
- Evviva Bim Bum Bam (ultima sigla dell'omonimo contenitore per ragazzi in onda su Italia 1)
- Teen Toon Town (sigla dell'omonimo contenitore per ragazzi in onda su Italia 1)

## Produzione
- Paolo Paltrinieri – Direzione artistica e produzione discografica RT perI S.p.A.
- Massimo Rossin – Licensing & Business RTI S.p.A.
- Marina Arena – Coordinamento produzione discografica RTI S.p.A.
- Tony De Padua – Coordinamento produzione discografica RTI S.p.A.
- Andrea Fecchio – Coordinamento produzione discografica RTI S.p.A.
- Donatella Broglia – Grafica per In Rosa Comunicazione
- Alberto Basile – Foto
- Antonio Baglio – Mastering al Nautilus Mastering, Milano

## Critiche
Questa produzione è il riassunto di 15 anni di scrittura di sigle televisive in Mediaset, un momento efficace per pubblicare gran parte dei brani della produzione Longhi - Vanni (per certi versi una produzione "alternativa" del 30 e Poi della D'Avena) che fino a quel momento erano stati divisi tra decine di compilation. Non sono stati considerati però brani che fino a quel momento erano totalmente inediti (come Ispettore Fabre e Mushiking). Nonostante la mancanza dei brani Vanni - D'Avena e ulteriori inediti, Super Hits - Il meglio del meglio del meglio è stato accolto dai fan dell'artista molto positivamente; l'apprezzamento si è protratto anche sul lungo periodo, valendogli il disco d'oro a ottobre 2024, cioè ad oltre 10 anni dall'uscita.